# El show del mediodía
El Show del Mediodía fue un programa uruguayo de humor y entretenimientos que salió por primera vez al aire el 2 de mayo de 1962, mismo día en el que se inauguraron las emisiones de Canal 12.

## Historia
Se considera que El Show del Mediodía merece una página en el libro Guinness de los Récords, ya que estuvo 46 años en el aire, con casi 7000 emisiones.
El programa ha sido conducido históricamente por el humorista Cacho de la Cruz (muchos años junto al también humorista y actor Alejandro Trotta) y un elenco que ha variado a través de la historia. También participó desde hace unos años Maximiliano de la Cruz, hijo de Cacho.
La época de Oro de dicho programa recuerda la participación tanto de Cacho de la Cruz como de Alejandro Trotta, con las famosas Telecachadas, donde se satirizaba obras clásicas de todos los géneros. De la Cruz comienza a realizar una parodia del programa "Almorzando con Mirtha Legrand", imitando a dicha conductora, pero con el nombre de "Almorzando con Chichita", aludiendo al apodo de Mirtha: "Chiquita", el mismo fue un éxito dentro del programa. Como lo dice su nombre, el programa generalmente se emitió al mediodía (salvo en los años del inicio del color, donde incluso dejó de emitirse durante un corto tiempo) y la mayoría de sus temporadas han sido los domingos (excepto las temporadas de 1993 y 2006, que se emitió de lunes a viernes).
En sus comienzos, arrancó siendo como lo dice su nombre, un show al mediodía, pero en pocos  años más tarde, debido al éxito obtenido, el programa comenzó a extenderse, tanto es así que se había convertido por años en el programa más largo de la televisión uruguaya, siendo el programa ómnibus de los domingos (desde las 13:00 hasta las 18:00); el programa se fue reduciendo en horario, pasando a durar dos horas (de 14:00 a 16:00 y luego de 13:00 a 15:00). 
Este clásico de la TV uruguaya, aunque ha variado su formato a lo largo de los años, su base histórica ha sido el humor mediante sketches, gags, parodias y la realidad política, social y deportiva, analizada bajo la óptica de la risa, incluyendo concursos de canto y premios. 
Entre los que han actuado o participado se encuentran: 
- Primera época: Cacho de la Cruz, Alejandro Trotta, Roberto Barry, Roberto Capablanca, Cristina Morán, Rubén Rada, Julia Amoretti, Luis Guarnerio, Antonio González "El Pampa", Adolfo Hugo Mañán, Fernando Lamas, Marisa Montana, [1][2][3]
- Tercera época:Laura Martínez, Daniela Marotta, Lilián Anchorena, Renée de León, Silvia Novarese, Nelson Burgos, Rodolfo Rognone, Mary da Cuña, Michell de León, Virginia Rodríguez, Orlando Petinatti, Maximiliano de la Cruz, Diego Delgrossi y Marcel Keoroglián, entre otros.

Debido a que la última temporada no fue de las mejores en la historia del show, se argumentó que el nuevo formato humorístico se había estancado y eso generó que la audiencia rechazará a este clásico de los domingos que durante décadas había acompañado los almuerzos familiares, en Uruguay se consideraba una costumbre en la mayoría de las familias, encender el televisor y disfrutar de la sobremesa dominical con El Show del Mediodía durante toda la tarde. A partir de 2009 el programa dejó de emitirse. En su lugar se instaló en el aire un nuevo programa titulado "Parque Jurásico", aludiendo a la conducción de dos históricos de la Tele como lo son: Cacho de la Cruz y Julio Alonso (Los Viajes del 12). Dicho programa fue un éxito siendo el más visto del domingo a la tarde en su primera entrega el 26 de julio de 2009 y además contando con la inversión económica en producción más grande de los últimos años en la TV uruguaya. En el 2010 dicho ciclo no estuvo en el aire, en su lugar se emitió el programa humorístico "La Cantina de Chichita" donde Cacho de la Cruz interpretaba a su clásico personaje femenino.
En 1962, año en que se inaugura Canal 12 Teledoce, y así mismo "El Show del Mediodía" debuta artísticamente en dicho programa la popular cantante argentina Mercedes Sosa.[cita requerida]

## Conductores
- Desde sus comienzos hasta la década de los 80':
  - Cacho de la Cruz
  - Alejandro Trotta

- Años 80':
  - Cacho de la Cruz

Participan interpretando a "Las Chicas Guau":
- - Laura Martínez
  - Lilián Anchorena
  - Renée De León

- Entre 1989 y 2005:
  - Cacho de la Cruz
  - Laura Martínez
  - Daniela Marotta

- A partir del 2000 y hasta el 2008 se incorpora a la conducción Maximiliano de la Cruz

- En 2006:
  - Cacho de la Cruz
  - Maximiliano de la Cruz

- En 2007-2008:
  - Cacho de la Cruz
  - Maximiliano de la Cruz
  - Diego Delgrossi
  - Marcel Keoroglian
  - Abigail Pereira